# إلياهو بيت زوري
إلياهو بيت زوري (بالعبرية: אליהו בית צורי) (1922 ـ 22 مارس 1945) هو عضو في عصابة ليحي الإرهابية الصهيونية. أُعدم في مصر لضلوعه في اغتيال اللورد موين، الوزير البريطاني المقيم بالشرق الأوسط.

## نشأته الأولى
ولد بيت زوري في تل الربيع لعائلة يهودية مزراحية. وكان أبوه مديرًا لبريد طبرية، وكان يجيد العربية والعبرية. عاون إلياهو بيت زوري في طفولته عصابات الهاجاناه بنقل الذخائر والمؤن والرسائل بين المواقع، ثم التحق بالجامعة العبرية في القدس. وقد انضم بيت زوري إلى عصابة إرجون، غير أنه هجرها لاحقًا لينضم إلى ليحي.

## في عصابة ليحي
وفقًا لملفات سرية كشف عنها المكتب الخامس البريطاني في أبريل 2011، فقد اقترح بيت زوري في سنة 1944 اغتيال رئيس الوزراء البريطاني ونستون تشرشل وغيره من رموز السياسة البريطانية البارزين.
ضغط بيت زوري على قادته في ليحي لإرساله في مهمة لاغتيال اللورد موين في القاهرة. ورغم افتقاره إلى خبرة العمليات، فقد رأى قادته أن حماسه وتفانيه كافيان لتعويض هذا القصور، فأُرسل إلى القاهرة مع إلياهو حكيم لتنفيذ الخطة.

### اغتيال اللورد موين
وفي 6 نوفمبر 1944، نفذ بيت زوري وحكيم الخطة، فأطلق حكيم النار على اللورد موين ليرديه قتيلًا، بينما أردى بيت زوري سائق الوزير. ولم يلبث أن أُلقي القبض على الإثنين وهما يحاولان الفرار على دراجتين وحوكما أمام محكمة عسكرية. وفي المحاكمة ألقى بيت زوري خطبة حماسية وطنية متأثرة بالحركة الكنعانية في فلسطين، قال فيها:
وجاء في خطبته أيضًا:

## الإعدام

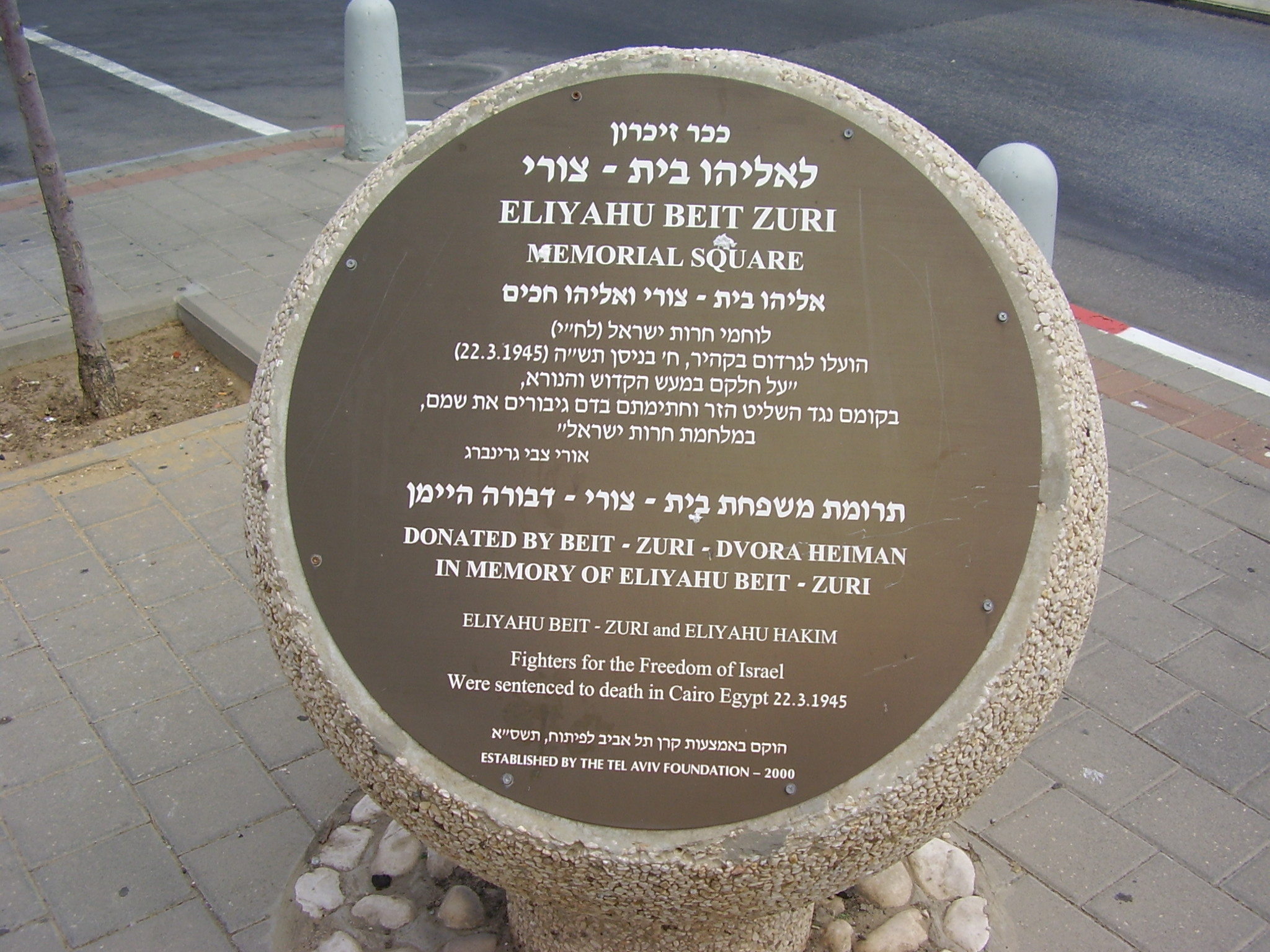
لوحة تذكارية في رمات أبيب

حُكم على بيت زوري وحكيم بالإعدام شنقًا، ونُفذ الحكم فيهما في القاهرة في 22 مارس 1945.
وبعد 27 عامًا من إعدام بيت زوري وحكيم، ضغط إسحاق شامير (وهو الذي كان قد أرسلهما لتنفيذ مهمة الاغتيال بصفته قائدهما في ليحي) على حكومة حزب العمل بزعامة إسحق رابين لاستعادة رفاتهما كجزء من صفقة تبادل أسرى بين مصر وإسرائيل بعد حرب أكتوبر 1973. وقد أثمر هذا الضغط، فسلمت مصر في 25 يونيو 1975 رفات الرجلين إلى إسرائيل مقابل حوالي 25 أسيرًا عربيًا كانوا في سجون إسرائيل، ودُفنا في جبل هرتسل في جنازة عسكرية.